# 麥克斯溫 (加利福尼亞州)
麥克斯溫（英語：McSwain）是位於美國加利福尼亞州默塞德縣的一個人口普查指定地區。

## 地理
麥克斯溫的座標為37°18′52″N 120°35′12″W / 37.31444°N 120.58667°W，而該地最高點為海拔高度44米（即144英尺）。

## 人口
根據2010年美國人口普查的數據，麥克斯溫的面積為15.639平方千米，均為陸地。當地共有人口4171人，而人口密度為每平方千米266人。